# Syntaxe JavaScript
La syntaxe JavaScript est un ensemble de règles qui définissent ce qui constitue un programme valide en langage JavaScript.

## Origine
Brendan Eich a résumé ainsi le lignage de la syntaxe dans le premier paragraphe JavaScript 1.1 des spécifications :
« JavaScript emprunte la plupart de sa syntaxe à Java, mais hérite aussi d'Awk et Perl, avec une influence indirecte de Self pour son système de prototype objet. »

## Variables
Les variables en JavaScript n'ont pas de type défini, et n'importe quelle valeur peut être stockée dans n'importe quelle variable. Les variables peuvent être déclarées avec const ou let. La différence entre ces deux mots clés est que les variables déclarées avec const ne peuvent être réaffectés alors qu'avec let si. Ces variables ont une portée au niveau du bloc de code où elles ont été déclarées.
Le mot clé var est une vieille syntaxe pour déclarer des variables qui ne doit plus être utilisée. 
Voici un exemple de déclaration de variables :
```
const
 
bonjour
 
=
 
"bonjour"
;

bonjour
 
=
 
"hello"
;
 
//provoque une erreur

let
 
nombre
 
=
 
5
;

nombre
 
=
 
2
;
 
//cela va fonctionner

if
 
(
true
)
 
{

    
nombre
 
=
 
9
;
//nous pouvons accéder à "nombre"

    
const
 
hello
 
=
 
"hello"
;

}

console
.
log
(
hello
)
// provoque une erreur car "hello" est une variable propre à la condition ci-dessus

```

## Types de données de base

### Nombres
Les nombres en JavaScript sont représentés en binaire comme des IEEE-754 Doubles, ce qui permet une précision de 14 à 15 chiffres significatifs JavaScript FAQ 4.2 (en). Comme ce sont des nombres binaires, ils ne représentent pas toujours exactement les nombres décimaux, en particulier les fractions.
Ceci pose problème quand on formate des nombres pour les afficher car JavaScript n'a pas de méthode native pour le faire. Par exemple:
```
alert
(
0.94
 
-
 
0.01
);
 
// affiche 0.9299999999999999

```

En conséquence, l'arrondi devrait être utilisé dès qu'un nombre est formaté pour l'affichage (en).
La méthode toFixed() ne fait pas partie des spécifications de l'ECMAScript et est implémentée différemment selon l'environnement, elle ne peut donc être invoquée.
Les nombres peuvent être spécifiés dans l'une de ces notations :
```
345
;
    
// un "entier", bien qu'il n'y ait qu'un seul type numérique en JavaScript

34.5
;
   
// un nombre flottant

3.45e2
;
 
// un autre nombre flottant, équivalent à 345

0377
;
   
// un entier octal égal à 255

0xFF
;
   
// un entier hexadecimal égal à 255, les lettres A-F peuvent être en minuscules ou en majuscules

```

Dans certaines implémentations de l'ECMAScript comme l'ActionScript, les couleurs sont parfois spécifiées avec des nombres entiers en écriture hexadécimale :
```
var
 
colorful
 
=
 
new
 
Color
(
 
'_root.shapes'
 
);

colorful
.
setRGB
(
 
0x003366
 
);

```

Le constructeur Number peut être utilisé pour réaliser une conversion numérique explicite :
```
const
 
myString
 
=
 
"123.456"

const
 
myNumber
 
=
 
Number
(
 
myString
 
);

```

Quand il est utilisé comme un constructeur, un objet wrapper numérique est créé (toutefois il est peu employé) :
```
const
 
myNumericWrapper
 
=
 
new
 
Number
(
 
123.456
 
);

```

### Tableaux
Un tableau est un ensemble d'éléments repérés par leur indice, qui est un nombre entier. En JavaScript, tous les objets peuvent être formés d'un ensemble d'éléments, mais les tableaux sont des objets spéciaux qui disposent de méthodes spécifiques (par exemple, join, slice, et push).
Les tableaux ont une propriété length qui représente la longueur du tableau, c'est-à-dire le nombre d'éléments qu'il peut contenir. La propriété length d'un tableau est toujours supérieure à l'indice maximal utilisé dans ce tableau (N.B. Les indices de tableaux sont numérotés à partir de zéro). Si on crée un élément de tableau avec un indice supérieur à length, length est automatiquement augmentée. Inversement, si on diminue la valeur de length, cela supprime automatiquement les éléments qui ont un indice supérieur ou égal. La propriété length est la seule caractéristique qui distingue les tableaux des autres objets.
Les éléments de tableau peuvent être accédés avec la notation normale d'accès aux propriétés d'objet :
```
monTableau
[
1
];

monTableau
[
"1"
];

```

Les 2 notations ci-dessus sont équivalentes.
Par contre, il n'est pas possible d'utiliser la notation "point" : objet.propriété, ni d'autres représentations du nombre entier de l'indice :
```
monTableau
.1
;
       
// déclenche une erreur de syntaxe

monTableau
[
"01"
];
   
// n'est pas identique à monTableau[1]

```

La déclaration d'un tableau peut se faire littéralement ou par l'utilisation du constructeur Array :
```
let
 
monTableau
 
=
 
[
0
,
1
,,,
4
,
5
];
             
// crée un tableau de longueur 6 avec 4 éléments

monTableau
 
=
 
new
 
Array
(
0
,
1
,
2
,
3
,
4
,
5
);
  
// crée un tableau de longueur 6 avec 6 éléments

monTableau
 
=
 
new
 
Array
(
365
);
          
// crée un tableau vide de longueur 365

```

Les tableaux sont implémentés de façon que seuls les éléments utilisés utilisent de la mémoire ; ce sont des tableaux sporadiques. Si l'on crée un tableau monTableau de longueur 58, puis qu'on attribue monTableau[10] = 'uneValeur' et monTableau[57] = 'uneAutreValeur', l'espace occupé correspondra seulement à ces 2 éléments, comme pour tous les objets. La propriété length du tableau restera quand même à 58.
Grâce à la déclaration littérale, on peut créer des objets similaires aux tableaux associatifs d'autres langages :
```
const
 
chien
 
=
 
{
couleur
:
"brun"
,
 
taille
:
"grand"
};

chien
[
"couleur"
];
           
// rend la valeur "brun"

chien
.
couleur
;
              
// rend aussi la valeur "brun"

```

On peut mélanger les déclarations littérales d'objets et de tableaux pour créer facilement des tableaux associatifs, multidimensionnels, ou les deux à la fois :
```
const
 
chats
 
=
 
[{
couleur
:
"gris"
,
 
taille
:
"grand"
},

         
{
couleur
:
"noir"
,
 
taille
:
"petit"
}];

chats
[
0
].
taille
;
         
// rend la valeur "grand"

chiens
 
=
 
{
azor
:
{
couleur
:
"brun"
,
 
taille
:
"grand"
},

          
milou
:
{
couleur
:
"blanc"
,
 
taille
:
"petit"
}};

chiens
.
milou
.
taille
;
  
// rend la valeur "petit"

```

### Chaînes de caractères
En Javascript la chaîne de caractères est considérée comme une suite de caractères. Une chaîne de caractères en JavaScript peut être directement créée en plaçant des caractères entre apostrophes (doubles ou simples) :
```
const
 
salutation
 
=
 
"Hello, world!"
;

const
 
salutMartien
 
=
 
'Bonjour, amis terriens'
;

```

Les caractères d'une chaîne peuvent être accédés individuellement (ils sont considérés comme des chaînes d'un seul caractère) avec la même notation que pour les tableaux :
```
const
 
a
 
=
 
salutation
[
0
];
        
// a vaut 'H'

```

En JavaScript les chaînes sont immuables :
```
salutation
[
0
]
 
=
 
"H"
;
      
// erreur

```

L'opérateur d'égalité == permet de comparer le contenu de deux chaînes de caractères (en tenant compte de la casse), et retourne un booléen :
```
const
 
x
 
=
 
"world"
;

const
 
compare1
 
=
 
(
"Hello, "
 
+
 
x
 
==
 
"Hello, world"
);
 
// compare1 vaut true

const
 
compare2
 
=
 
(
"Hello, "
 
+
 
x
 
==
 
"hello, world"
);
 
// compare2 vaut false car les

                                                  
// premiers caractères des arguments

                                                  
// n'ont pas la même casse

```

## Opérateurs
L'opérateur '+' est surchargé ; il est utilisé pour la concaténation de chaîne de caractères et l'addition ainsi que la conversion de chaînes de caractères en nombres.
```
// Concatène 2 chaînes

const
 
a
 
=
 
'Ceci'
;

const
 
b
 
=
 
' et cela'
;

alert
(
a
 
+
 
b
);
  
// affiche 'Ceci et cela'

  

// Additionne deux nombres

const
 
x
 
=
 
2
;

const
 
y
 
=
 
6
;

alert
(
x
 
+
 
y
);
 
// affiche 8

// Concatène une chaîne et un nombre

alert
(
 
x
 
+
 
'2'
);
 
// affiche '22'

// Convertit une chaîne en nombre

const
 
z
 
=
 
'4'
;
   
// z est une chaîne (le caractère 4)

alert
(
 
z
 
+
 
x
);
 
// affiche '42'

alert
(
 
+
z
 
+
 
x
);
// affiche 6

```

### Arithmétiques
Opérateurs binaires
```
+     Addition
-     Soustraction
*     Multiplication
/     Division (retourne une valeur en virgule flottante)
%     Modulo (retourne le reste de la division entière)

```

Opérateurs unaires
```
-     Négation unaire (inverse le signe)
++    Incrémentation (peut être utilisé en forme préfixée ou postfixée)
--    Décrémentation (peut être utilisé en forme préfixée ou postfixée)

```

### Affectations
```
=     Affectation
+=    Ajoute et affecte
-=    Soustrait et affecte
*=    Multiplie et affecte
/=    Divise et affecte
%=    Applique le modulo et affecte

```

```
let
 
x
 
=
 
1
;

x
 
*=
 
3
;

console
.
log
(
x
);
  
// affiche: 3

x
 
/=
 
3
;

console
.
log
(
x
);
  
// affiche: 1

x
 
-=
 
1
;

console
.
log
(
x
);
  
// affiche: 0

```

### Comparaisons
```
==    Égal à
!=    Différent de
>     Supérieur à
>=    Supérieur ou égal à
<     Inférieur à
<=    Inférieur ou égal à

===   Identiques (égaux et du même type)
!==   Non-identiques

```

### Booléens
Le langage Javascript possède 3 opérateurs booléens :
```
&&    and (opérateur logique ET)
||    or (opérateur logique OU)
!     not (opérateur logique NON)

```

Dans une opération booléenne, toutes les valeurs sont évaluées à true (VRAI), à l'exception de :
- la valeur booléenne false (FAUX) elle-même
- le nombre 0
- une chaîne de caractères de longueur 0
- une des valeurs suivantes : null, undefined ou NaN

On peut faire explicitement la conversion d'une valeur quelconque en valeur booléenne par la fonction Boolean :
```
Boolean
(
 
false
 
);
     
// rend false (FAUX)

Boolean
(
 
0
 
);
         
// rend false (FAUX)

Boolean
(
 
0.0
 
);
       
// rend false (FAUX)

Boolean
(
 
""
 
);
        
// rend false (FAUX)

Boolean
(
 
null
 
);
      
// rend false (FAUX)

Boolean
(
 
undefined
 
);
 
// rend false (FAUX)

Boolean
(
 
NaN
 
);
       
// rend false (FAUX)

Boolean
 
(
 
"false"
 
);
  
// rend true (VRAI)

Boolean
 
(
 
"0"
 
);
      
// rend true (VRAI)

```

L'opérateur booléen unaire NOT ! évalue d'abord la valeur booléenne de son opérande, puis rend la valeur booléenne opposée :
```
const
 
a
 
=
 
0
;

const
 
b
 
=
 
9
;

!
a
;
 
// rend true, car Boolean( a ) rend false

!
b
;
 
// rend false, car Boolean( b ) rend true

```

En doublant l'opérateur !, on peut normaliser une valeur booléenne :
```
let
 
arg
 
=
 
null
;

arg
 
=
 
!!
arg
;
 
// arg est désormais à false au lieu de null

arg
 
=
 
"ChaîneQuelconqueNonVide"
;

arg
 
=
 
!!
arg
;
 
// arg est désormais à true

```

Dans les premières implémentations de Javascript et JScript, les opérateurs booléens && et || fonctionnaient comme leurs homologues dans d'autres langages issus du C, c'est-à-dire qu'ils rendaient toujours une valeur booléenne :
```
x
 
&&
 
y
;
 
// rend true si x ET y est VRAI, sinon il rend false

x
 
||
 
y
;
 
// rend true si x OU y est VRAI, sinon il rend false

```

Dans les implantations récentes, les opérateurs booléens && et || rendent un de leurs deux opérandes :
```
x
 
&&
 
y
;
 
// rend x si x est FAUX, sinon il rend y

x
 
||
 
y
;
 
// rend x si x est VRAI, sinon il rend y

```

Ce fonctionnement provient du fait que l'évaluation s'effectue de gauche à droite. Dès que la réponse est déterminée, l'évaluation s'arrête :
- x && y est nécessairement FAUX si x est FAUX, ce n'est pas la peine d'évaluer y
- x || y est nécessairement VRAI si x est VRAI, ce n'est pas la peine d'évaluer y

Ce nouveau comportement est peu connu, même parmi les développeurs Javascript expérimentés, et peut causer des problèmes si on s'attend à recevoir une valeur booléenne.

### Binaires
Opérateurs binaires
```
&     And  : et binaire
|     Or  : ou binaire
^     Xor  : ou binaire exclusif

<<    Shift left  : décalage à gauche avec remplissage à droite avec 0)
>>    Shift right : décalage à droite avec conservation du bit de signe (le bit de gauche, celui du signe, est décalé vers la droite et recopié à son emplacement)
>>>   Shift right : décalage à droite sans conservation du bit de signe (avec remplissage à gauche avec 0)

      Pour les nombres positifs, >> et >>> donnent le même résultat

```

Opérateur unaire
```
~     Not : inverse tous les bits

```

Affectation
```
&= Et binaire puis affectation
|= Ou binaire puis affectation
^= Ou exclusif binaire puis affectation
<<= Décalage binaire à gauche puis affectation
>>= Décalage binaire à droite avec conservation du bit de signe puis affectation
>>>= Décalage binaire à droite sans conservation du bit de signe puis affectation

```

### Chaînes de caractères
```
=     Assignation
+     Concaténation
+=    Concatène et assigne

```

```
str
 
=
 
"ab"
 
+
 
"cd"
;
   
// rend "abcd"

str
 
+=
 
"e"
;
          
// rend "abcde"

```

## Structures de contrôle

### Si Sinon
```
 
if
 
(
expression1
)

 
{

   
//instructions réalisées si expression1 est vraie;

 
}

 
else
 
if
 
(
expression2
)

 
{

   
//instructions réalisées si expression1 est fausse et expression2 est vraie;

 
}

 
else

 
{

   
//instructions réalisées dans les autres cas;

 
}

```

Dans chaque structure if..else, la branche else  :
- est facultative
- peut contenir une autre structure if..else

### Opérateur conditionnel
L'opérateur conditionnel crée une expression qui, en fonction d'une condition donnée, prend la valeur de l'une ou l'autre de 2 expressions données. Son fonctionnement est similaire à celui de la structure si..sinon qui, en fonction d'une condition donnée, exécute l'une ou l'autre de 2 instructions données. En ce sens on peut dire que l'opérateur conditionnel est aux expressions ce que la structure si..sinon est aux instructions.
```
const
 
resultat
 
=
 
(
condition
)
 
?
 
expression1
 
:
 
expression2
;

```

Le code ci-dessus, qui utilise l'opérateur conditionnel, a le même effet que le code ci-dessous, qui utilise une structure si..sinon :
```
 
if
 
(
condition
)

 
{

   
const
 
resultat
 
=
 
expression1
;

 
}

 
else

 
{

   
const
 
resultat
 
=
 
expression2
;

 
}

```

Contrairement à la structure si..sinon, la partie correspondant à la branche sinon est obligatoire.
```
const
 
resultat
 
=
 
(
condition
)
 
?
 
expression1
;
 
// incorrect car il manque la valeur à prendre si condition est fausse

```

### Instruction switch
L'instruction switch remplace une série de si..sinon pour tester les nombreuses valeurs que peut prendre une expression :
```
 
switch
 
(
expression
)
 
{

   
case
 
UneValeur
:
 

     
// instructions réalisées si expression=UneValeur;

     
break
;

   
case
 
UneAutreValeur
:
 

     
// instructions réalisées si expression=UneAutreValeur;

     
break
;

   
default
:

     
// instructions réalisées dans les autres cas;

     
break
;

 
}

```

- l'instruction break; termine le bloc case (le cas à traiter). Elle est facultative dans la syntaxe Javascript. Cependant, elle est recommandée, car en son absence l'exécution continuerait dans le bloc case suivant. Dans le dernier bloc case d'un switch l'instruction break; ne sert à rien, sauf à prévoir l'éventualité où on rajouterait plus tard un bloc case supplémentaire.
- la valeur du case peut être une chaîne de caractères
- les accolades { } sont obligatoires

### Boucle For
Syntaxe pour plusieurs lignes d'instructions :
```
 
for
 
(
initialisation
;
condition
;
instruction
 
de
 
boucle
)
 
{

   
/*

      instructions exécutées à chaque passage dans la boucle     

      tant que la condition est vérifiée

   */

 
}

```

Syntaxe pour une seule instruction :
```
 
for
 
(
initialisation
;
condition
;
instruction
)

```

### Boucle For..in
```
 
for
 
(
const
 
Propriete
 
in
 
Objet
)
 
{

   
//instructions utilisant Objet[Propriete];

 
}

```

- L'itération s'effectue sur toutes les propriétés qui peuvent être associées à un compteur
- Cette boucle peut aussi être utilisée avec un tableau[1].
- L'ensemble des propriétés balayées dans la boucle diffère selon les navigateurs. Théoriquement, cela dépend d'une propriété interne appelée "DontEnum" définie dans le standard ECMAscript, mais dans la pratique chaque navigateur renvoie un ensemble différent.

### Boucle While
```
 
while
 
(
condition
)
 
{

   
instruction
;

 
}

```

### Boucle Do..while
```
 
do
 
{

   
instructions
;

 
}
 
while
 
(
condition
);

```

### Break, continue et label
break permet de sortir d'une boucle.
continue permet de passer à l'itération suivante de la boucle.
```
const
 
listeFruit
=
[
"pomme"
,
"poire"
,
"banane"
,
"cerise"
,

            
"framboise"
,
 
"biscotte"
,
 
"abricot"
,
 
"mangue"
,

            
"prune"
,
 
"olive"
,
 
"fraise"
];

 
for
(
let
 
i
 
=
 
0
;
i
 
<
 
listeFruit
.
length
;
i
++
)
 
{

  
const
 
fruit
 
=
 
listeFruit
[
i
];

    
if
(
fruit
 
==
 
"olive"
){

     
break
;

    
}

    
if
(
fruit
 
==
 
"biscotte"
){

     
continue
;

    
}

    
console
.
log
(
fruit
);
 

 
}

```

Les labels permettent de "briser" (break) ou continuer (continue) plusieurs niveaux de boucles.
```
 
const
 
listeFruit
=
[[
"pomme"
,
"poire"
,
"banane"
,
"cerise"
],

            
[
"framboise"
,
 
"biscotte"
,
 
"abricot"
,
 
"mangue"
],

            
[
"prune"
,
 
"olive"
,
 
"fraise"
],

            
[
"concombre"
,
 
"cresson"
,
 
"haricot"
]];

 
listons
:

 
for
(
let
 
i
=
0
;
i
<
 
listeFruit
.
length
;
i
++
)
 
{

  
const
 
sousliste
 
=
 
listeFruit
[
i
];

  
for
(
let
 
j
 
=
 
0
;
j
 
<
 
sousliste
.
length
;
j
++
)
 
{

    
const
 
fruit
=
sousliste
[
j
];

    
if
(
fruit
 
==
 
"olive"
){

     
break
 
listons
;

    
}

    
if
(
fruit
 
==
 
"biscotte"
){

     
continue
 
listons
;

    
}

    
console
.
log
(
fruit
);
 

  
}

 
}

```

Les labels permettent aussi de sortir d'un block de code anonyme.
```
 
const
 
fruit
 
=
 
[
"pomme"
,
"poire"
,
"banane"
,
"cerise"
];

 
listons
:
 

 
{

  
console
.
log
(
fruit
[
0
]);
 

  
console
.
log
(
fruit
[
1
]);
 

  
console
.
log
(
fruit
[
2
]);
 

  
break
 
listons
;

  
console
.
log
(
fruit
[
3
]);
 

  
console
.
log
(
fruit
[
4
]);
 

  
console
.
log
(
fruit
[
5
]);
 

 
}

```

## Fonctions
Une fonction est un bloc d'instructions avec une liste de paramètres (éventuellement vide). Elle possède généralement un nom et peut renvoyer une valeur.
```
function
 
nom_fonction
(
param1
,
 
param2
,
 
param3
)
 
{

    
const
 
expression
 
=
 
param1
 
+
 
param2
 
+
 
param3
;

    
return
 
expression
;

}

```

Syntaxe pour l'appel d'une fonction anonyme, c'est-à-dire sans nom :
```
const
 
fn
 
=
 
function
(
arg1
,
 
arg2
)
 
{

    
//instructions;

    
return
 
expression
;

};

```

Exemple de fonction : l'algorithme d'Euclide. Il permet de trouver le plus grand commun diviseur de deux nombres, à l'aide d'une solution géométrique qui soustrait le segment le plus court du plus long :
```
  
function
 
pgcd
(
segmentA
,
 
segmentB
)
 
{

    
while
 
(
segmentA
 
!=
 
segmentB
)
 
{

      
if
 
(
segmentA
 
>
 
segmentB
)

        
segmentA
 
-=
 
segmentB
;

      
else

        
segmentB
 
-=
 
segmentA
;

    
}

    
return
 
segmentA
;

  
}

const
 
x
 
=
 
pgcd
(
60
,
 
40
);
   
// rend 20

```

- le nombre des paramètres passés à l'appel de la fonction n'est pas obligatoirement égal au nombre des paramètres nommés dans la définition de la fonction
- si un paramètre nommé dans la définition de la fonction n'a pas de paramètre correspondant dans l'appel de la fonction, il reçoit la valeur undefined
- à l'intérieur de la fonction, les paramètres peuvent être accédés par l'objet arguments. Cet objet donne accès à tous les paramètres en utilisant un indice : arguments[0], arguments[1], ... arguments[n], y compris ceux qui sont au-delà des paramètres nommés. Attention, arguments n'est pas un tableau. Il a une propriété length mais il n'a pas les méthodes des tableaux comme slice, sort, etc.
- tous les paramètres sont passés par valeur, sauf pour les objets les tableaux et les fonctions qui sont passés par référence.

```
  
const
 
Objet1
 
=
 
{
a
:
1
}

  
const
 
Objet2
 
=
 
{
b
:
2
}

  
function
 
bizarre
(
p
)
 
{

    
let
 
p
 
=
 
Objet2
;
          
// on ignore la valeur reçue dans le paramètre p

    
p
.
b
 
=
 
arguments
[
1
]
   
// on remplit Objet2.b avec la valeur du {{2e}} paramètre reçu

  
}

  
bizarre
(
Objet1
,
 
3
)
     
// Objet1 est ignoré, 3 est un paramètre additionnel

  
console
.
log
(
`
${
Objet1
.
a
}
 
${
Objet2
.
b
}
`
);
 
// affiche 1 3

```

Il est toutefois possible de transformer l'objet arguments en un tableau grâce à :
```
const
 
args
 
=
 
Array
.
prototype
.
slice
.
call
(
arguments
);

```

On peut déclarer une fonction à l'intérieur d'une autre. La fonction ainsi créée pourra accéder aux variables locales de la fonction dans laquelle elle a été définie. Elle se souviendra de ces variables, même après que l'on sera sorti de la fonction dans laquelle elle a été définie, ce qui constitue une fermeture.
```
 
let
 
parfum
 
=
 
"vanille"
;

 
let
 
glace
;

 
function
 
dessert
()
 
{

    
parfum
 
=
 
"chocolat"
;

    
glace
 
=
 
function
()
 
{
document
.
write
(
parfum
+
"<br>"
)};

    
console
.
log
(
parfum
);

 
}

  
console
.
log
(
parfum
);
      
// affiche vanille

  
dessert
();
                
// affiche "chocolat" parce qu'on est dans dessert

  
console
.
log
(
parfum
);
      
// affiche vanille

  
glace
();
                  
// affiche "chocolat" et pas "vanille", même si on est sorti de dessert

  
console
.
log
(
parfum
);
      
// affiche vanille

```

## Objets
Par commodité, on sépare habituellement les types de données en primitives (ou types de données de base) et objets. Les objets sont des entités qui ont une identité (ils ne sont égaux qu'à eux-mêmes) et qui associent des noms de propriété à des valeurs. Les propriétés sont appelées slots dans le vocabulaire de la programmation orientée prototype.
Le langage Javascript propose divers types d'objets prédéfinis : tableau, booléen, date, fonction, maths, nombre, objet, expression régulière et chaîne de caractères. D'autres objets prédéfinis sont des objets hôte issus de l'environnement d'exécution. Par exemple dans un navigateur les objets hôtes appartiennent au modèle DOM : fenêtre, document, lien hypertexte, etc.
On peut voir les objets les plus simples comme des dictionnaires. En tant que dictionnaires, ils contiennent des couples clé-valeur, où la clé est une chaîne de caractères et la valeur peut être de n'importe quel type. Les objets simples sont souvent implémentés comme des dictionnaires. Cependant, les objets possèdent des fonctionnalités que n'ont pas les dictionnaires, comme une chaîne prototype.
Exemple de déclaration littérale d'un objet contenant des valeurs :
```
const
 
monObjet
 
=
 
{
nom
:
 
'vistemboir'
,
 
utilite
:
 
'cet objet ne sert à rien'
,
 
prix
:
 
5000
};

```

Les propriétés des objets peuvent être créées, lues et écrites, soit avec la notation "point" objet.propriété, soit avec la syntaxe utilisée pour les éléments de tableau :
```
const
 
etiquette
 
=
 
monObjet
.
nom
;
    
// etiquette contient désormais 'vistemboir'

const
 
vente
 
=
 
monObjet
.
prix
;
       
// vente contient désormais 5000

```

### Création
Les objets peuvent être créés à l'aide d'un constructeur ou de façon littérale. Le constructeur peut utiliser la fonction prédéfinie Object ou une fonction sur mesure. Par convention les noms des fonctions constructeurs commencent par une majuscule.
```
// création à l'aide du constructeur prédéfini :

const
 
premierObjet
 
=
 
new
 
Object
();

// création littérale :

const
 
objetA
 
=
 
{};

const
 
monObjet
 
=
 
{
nom
:
 
'vistemboir'
,
 
utilite
:
 
'cet objet ne sert à rien'
,
 
prix
:
 
5000
};

```

Les déclarations littérales d'objets et de tableaux permettent de créer facilement des structures de données adaptées aux besoins :
```
const
 
maStructure
 
=
 
{

  
nom
:
 
{

     
prenom
:
 
"Sylvain"
,

     
patronyme
:
 
"Etiré"

  
},

  
age
:
 
33
,

  
distractions
:
 
[
 
"oenologie"
,
 
"beuveries"
 
]

};

```

C'est la base de JSON, un format d'échanges de données utilisant une syntaxe inspirée des objets Javascript.

### Constructeur
Les constructeurs assignent simplement des valeurs aux slots de l'objet nouvellement créé. Les valeurs assignées peuvent être elles-mêmes d'autres fonctions.
Contrairement à ce qui se passe dans d'autres langages à objets, en Javascript les objets n'ont pas de type. Le constructeur qui sert à créer l'objet n'est pas mémorisé. C'est simplement une fonction qui remplit les slots et le prototype du nouvel objet. Donc le constructeur ne correspond pas à la notion de classe qu'on trouve dans d'autres langages.
Les fonctions sont elles-mêmes des objets, ce qui peut servir à obtenir le même fonctionnement que les "static properties" des langages C++ et Java (cf exemple ci-dessous).
Les fonctions ont une propriété spécifique appelée prototype (cf paragraphe Héritage ci-dessous).
La destruction d'objet est rarement pratiquée car elle est peu nécessaire. En effet le ramasse-miettes détruit automatiquement les objets qui ne sont plus référencés.
Exemple : manipulation d'objet
```
function
 
MonObjet
(
attributA
,
 
attributB
)
 
{

  
this
.
attributA
 
=
 
attributA
;

  
this
.
attributB
 
=
 
attributB
;

}

MonObjet
.
statiqueC
 
=
 
"bleu"
;
       
// ajoute à la fonction une propriété statique avec une valeur

console
.
log
(
MonObjet
.
statiqueC
);
    
// affiche 'bleu'

const
 
objet
 
=
 
new
 
MonObjet
(
'rouge'
,
 
1000
);

console
.
log
(
objet
.
attributA
);
      
// affiche 'rouge'

console
.
log
(
objet
.
attributB
);
      
// affiche 1000

console
.
log
(
objet
.
statiqueC
);
      
// affiche 'undefined'

objet
.
attributC
 
=
 
new
 
Date
();
      
// ajoute à l'objet une nouvelle propriété avec une valeur

delete
 
objet
.
attributB
;
            
// enlève une propriété à l'objet

console
.
log
(
objet
.
attributB
);
      
// affiche 'undefined'

delete
 
objet
;
                      
// supprime l'objet entier (rarement utilisé)

console
.
log
(
objet
.
attributA
);
      
// déclenche une exception

```

### Méthodes
Une méthode est simplement une fonction qui est assignée à la valeur d'un slot d'objet. Contrairement à ce qui se passe dans de nombreux langages à objets, dans Javascript il n'y a pas de distinction entre la définition d'une fonction et la définition d'une méthode. La différence peut apparaître lors de l'appel de la fonction : une fonction peut être appelée comme une méthode.
Dans l'exemple ci-dessous, la fonction Gloup assigne simplement des valeurs aux slots. Certaines de ces valeurs sont des fonctions. De cette façon Gloup peut assigner des fonctions différentes au même slot de différentes instances du même objet. N.B. Il n'y a pas de prototypage dans cet exemple.
```
function
 
y2
()
 
{
return
 
this
.
xxx
 
+
 
"2 "
;}

 

function
 
Gloup
(
xz
)
 
{

  
this
.
xxx
 
=
 
"yyy-"
;

  
if
 
(
xz
 
>
 
0
)
 

    
this
.
xx
 
=
 
function
()
 
{
return
 
this
.
xxx
 
+
"X "
;};

  
else
 

    
this
.
xx
 
=
 
function
()
 
{
return
 
this
.
xxx
 
+
"Z "
;};

  
this
.
yy
 
=
 
y2
;

}

 

const
 
gloup_un
 
=
 
new
 
Gloup
(
1
);

const
 
gloup_zero
 
=
 
new
 
Gloup
(
0
);

gloup_zero
.
xxx
 
=
 
"aaa-"
;

console
.
log
(
gloup_un
.
xx
()
 
+
 
gloup_zero
.
xx
());
              
// affiche yyy-X aaa-Z

gloup_un
.
y3
 
=
 
y2
;
           
// assigne à y3 la fonction y2 elle-même et non pas son résultat y2()

 

const
 
bloub
=
{
"xxx"
:
 
"zzz-"
}
   
// création d'un objet sans utilisation de constructeur

bloub
.
y4
 
=
 
y2
               
// assigne à y4 la fonction y2 elle-même et non pas son résultat y2()

 

console
.
log
(
gloup_un
.
yy
()
 
+
 
gloup_un
.
y3
()
 
+
 
bloub
.
y4
());
  
// affiche yyy-2 yyy-2 zzz-2

 

gloup_un
.
y2
();
              
// déclenche une exception car gloup_un.y2 n'existe pas

```

### Héritage
Javascript supporte les hiérarchies d'héritage par prototypage de la même façon que le langage self. Chaque objet contient un slot implicite appelé prototype.
Dans l'exemple ci-dessous, la classe Bagnole hérite de la classe Vehicule. Quand on crée l'instance b de la classe Bagnole, une référence à l'instance de base de la classe Vehicule est copiée dans b. La classe Bagnole ne contient pas de valeur pour la fonction roule. Quand la fonction roule est appelée cette fonction est recherchée dans l'arborescence d'héritage et elle est trouvée dans la classe Vehicule. Cela se voit clairement dans l'exemple : si on change la valeur de vehicule.roule, on retrouve cette valeur dans b.roule.
Les implémentations de Javascript basées sur Mozilla permettent d'accéder explicitement au prototype d'un objet grâce à un slot appelé _proto_ comme dans l'exemple ci-dessous.
```
function
 
Vehicule
()
 
{

  
this
.
roues
 
=
 
function
()
 
{
println
(
"nombre pair de roues"
);};

  
this
.
roule
 
=
 
function
()
 
{
println
(
"ça roule"
);};

}

function
 
Bagnole
()
 
{

  
this
.
roues
 
=
 
function
()
 
{
println
(
"quatre roues"
);};

// redéfinition de la fonction roues pour la classe Bagnole

}

const
 
vehicule
 
=
 
new
 
Vehicule
();

Bagnole
.
prototype
 
=
 
vehicule
;
    
// doit être exécuté avant d'instancier Bagnole

const
 
b
 
=
 
new
 
Bagnole
();
               
// crée b ce qui copie vehicule dans le slot prototype de b

vehicule
.
roule
 
=
 
function
()
 
{
println
(
"ça roule sur terrain plat"
)}

// redéfinition de la fonction roule pour l'objet vehicule

b
.
roues
();
                                   
// imprime quatre roues

b
.
roule
();
                                   
// imprime ça roule sur terrain plat

console
.
log
(
b
.
roule
 
==
 
Bagnole
.
prototype
.
roule
);
 
// affiche true

console
.
log
(
b
.
__proto__
 
==
 
vehicule
);
            
// affiche true seulement avec Mozilla

```

L'exemple suivant montre clairement que les références aux prototypes sont copiées lors de la création de l'instance et que les changements appliqués au prototype se répercutent dans toutes les instances qui s'y réfèrent.
```
function
 
m1
()
 
{
return
 
"un "
;}

function
 
m2
()
 
{
return
 
"deux "
;}

function
 
m3
()
 
{
return
 
"trois "
;}

function
 
Base
()
 
{}

Base
.
prototype
.
y
 
=
 
m2
;

const
 
alpha
 
=
 
new
 
Base
();

console
.
log
(
alpha
.
y
());
                  
// affiche deux 

function
 
Special
(){
this
.
y
 
=
 
m3
}

const
 
special
 
=
 
new
 
Special
();

const
 
beta
 
=
 
new
 
Base
();

Base
.
prototype
 
=
 
special
;
                
// n'a pas d'effet sur alpha et beta qui sont déjà créés

console
.
log
(
beta
.
y
());
                   
// affiche deux 

const
 
gamma
 
=
 
new
 
Base
();
                
// gamma est créé avec special dans son slot prototype

console
.
log
(
gamma
.
y
());
                  
// affiche trois 

special
.
y
 
=
 
m1
;
                          
// impacte gamma et ses éventuelles classes dérivées

console
.
log
(
gamma
.
y
());
                  
// affiche un

```

En pratique de nombreuses variations d'héritage sont utilisées, ce qui peut être très puissant mais aussi prêter à confusion.

## Exceptions
À partir de Internet Explorer 5 et Netscape 6, les implémentations de Javascript comportent une instruction try ... catch ... finally pour la gestion des exceptions, c'est-à-dire les erreurs en cours d'exécution. Cette instruction traite les exceptions provoquées par une erreur ou par une instruction de levée d'exception.
La syntaxe est la suivante :
```
try
 
{

  
// instructions pouvant déclencher une exception

}
 
catch
(
erreur
)
 
{

  
// instructions à exécuter en cas d'exception

}
 
finally
 
{

  
// instructions à exécuter dans tous les cas

}

```

D'abord, les instructions du bloc try s'exécutent.
- si pendant l'exécution du bloc try une exception est déclenchée, l'exécution passe au bloc catch et le code de l'exception est passé dans le paramètre. À la fin du bloc catch, l'exécution continue dans le bloc finally
- si aucune exception ne se déclenche, le bloc catch est ignoré et l'exécution passe au bloc finally

Le bloc finally sert souvent à libérer la mémoire, pour éviter qu'elle ne reste bloquée lors d'une erreur fatale, même si ce souci ne se pose guère dans Javascript.
Exemple :
```
try
 
{

  
const
 
tablo
 
=
 
new
 
Array
();
               
// création d'un tableau

  
fonctionRisquee
(
tablo
);
            
// appel d'une fonction qui peut ne pas fonctionner

}

catch
 
(...)
 
{

  
logError
();
                        
// traitement des erreurs éventuelles

}

finally
 
{

  
delete
 
tablo
;
                      
// libération de la mémoire occupée par tablo même en cas d'erreur fatale

}

```

Le bloc finally est facultatif :
```
 
try
 
{

   
// instructions

 
}

 
catch
 
(
erreur
)
 
{

   
// instructions

 
}

```

Le bloc catch est lui aussi facultatif. Dans ce cas, si une exception se déclenche, l'exécution quitte le bloc try et passe au bloc finally sans que l'erreur soit traitée.
```
 
try
 
{

   
// instructions

 
}

 
finally
 
{

   
// instructions

 
}

```

Attention : il est obligatoire d'avoir au moins l'un des deux blocs catch ou finally, ils ne peuvent pas être absents tous les deux.
```
 
try
 
{
 
instruction
;
 
}
                              
// erreur

```

Si vous utilisez le bloc catch, le paramètre est obligatoire, même si vous ne l'utilisez pas dans le bloc.
```
 
try
 
{
 
instruction
;
 
}
 
catch
()
 
{
 
instruction
;
 
}
    
// erreur

```

Sous Mozilla il est permis d'avoir plusieurs instructions catch. Il s'agit d'une extension au standard ECMAScript. Dans ce cas, la syntaxe est similaire à celle de Java :
```
try
 
{
 
instruction
;
 
}

catch
 
(
 
e
 
if
 
e
 
==
 
"InvalidNameException"
  
)
 
{
 
instruction
;
 
}

catch
 
(
 
e
 
if
 
e
 
==
 
"InvalidIdException"
    
)
 
{
 
instruction
;
 
}

catch
 
(
 
e
 
if
 
e
 
==
 
"InvalidEmailException"
 
)
 
{
 
instruction
;
 
}

catch
 
(
 
e
 
)
 
{
 
instruction
;
 
}

```

## Divers

### Casse
Javascript est sensible à la casse.
L'usage est de donner aux objets un nom qui commence par une majuscule et de donner aux fonctions ou variables un nom qui commence par une minuscule.

### Espaces vides et points-virgules
Dans le langage Javascript les instructions se terminent par un point-virgule.
Cependant Javascript comporte un mécanisme d'insertion automatique de point-virgule : lors de l'analyse d'une ligne de code qui ne se termine pas par un point-virgule, si le contenu de la ligne correspond à une instruction correcte, la ligne peut être traitée comme si elle se terminait par un point-virgule.
Les caractères espace, tabulation, fin de ligne et leurs variantes, quand ils ne sont pas inclus dans une chaîne de caractères, sont désignés sous le terme général whitespace. Les caractères whitespace peuvent avoir un effet sur le code à cause du mécanisme d'insertion automatique de point-virgule.
Pour éviter les effets non désirés dus au mécanisme d'insertion automatique de point-virgule, il est conseillé d'ajouter systématiquement un point-virgule à la fin de chaque instruction, même si cela diminue la lisibilité du code.
Exemple d'effet non désiré :
```
return

a
 
+
 
b
;

//   ces 2 lignes renvoient undefined car elles sont traitées comme :

//   return;

//   a + b;

```

Autre exemple :
```
a
 
=
 
b
 
+
 
c

(
d
 
+
 
e
).
fonc
()

//   pas de point-virgule ajouté, les lignes sont traitées comme :

//   a = b + c(d + e).fonc()

```

D'autre part, les caractères whitespace accroissent inutilement la taille du programme et donc du fichier .js. La solution la plus simple à ce problème est de faire comprimer les fichiers par le serveur, ce qui réduira la taille de tous les fichiers source téléchargés sur le serveur. La compression en zip fonctionne mieux que les logiciels spécialisés en suppression de whitespace (whitespace parser).

### Commentaires
La syntaxe des commentaires est la même qu'en C++.
```
// commentaire

/* commentaire

   multiligne */

```

Il est interdit d'imbriquer les commentaires :
```
/* cette syntaxe

   /* est interdite */

*
/

```